# Marcello Mastroianni
Marcello Vincenzo Domenico Mastroianni (Fontana Liri, Lacio, 28 de septiembre de 1924-París, 19 de diciembre de 1996) fue un actor de cine italiano. Interpretó papeles protagonistas para muchos de los principales directores italianos en una carrera que abarcó 147 películas entre 1939 y 1996, y cosechó numerosos galardones internacionales, entre ellos dos premios BAFTA, dos premios al Mejor Actor en los festivales de Venecia y Cannes, dos Globos de Oro y tres nominaciones al Oscar.
Entre sus películas más destacadas figuran La dolce vita, 8½, La Notte, Divorcio a la italiana, Ayer, hoy y mañana, Matrimonio estilo italiano, La decima vittima, Un día especial, Ciudad de mujeres, Enrique IV, Ojos negros y Stanno tutti bene (Están todos bien).

## Biografía
Nació en Fontana Liri, un pequeño pueblo de los Apeninos en la provincia lazial de Frosinone, y creció en Turín y Roma. Era hijo de Ida (de soltera Irolle) y Ottone Mastroianni. Ambos eran naturales de la cercana localidad de Arpino. Su padre regentaba una carpintería. Era sobrino del escultor Umberto Mastroianni. Durante la Segunda Guerra Mundial, tras la división entre la Italia del Eje y la de los Aliados, fue internado en un campo de prisioneros alemán poco vigilado, del que escapó para esconderse en Venecia.
Su hermano Ruggero Mastroianni fue montador de cine y trabajó en algunas de las películas de Marcello (Ciudad de mujeres, Ginger y Fred), y apareció junto a él en Scipione detto anche l'Africano, una parodia del antaño popular género cinematográfico de Espada y Sándalo estrenada en 1971.

## Trayectoria
Mastroianni hizo su debut en la pantalla como extra no acreditado en Marionette (1939) cuando tenía catorce años, e hizo apariciones intermitentes en películas menores hasta conseguir su primer papel importante en Atto d'impeachment (1951).
Fue actor teatral durante diez años. En 1945 comenzó a trabajar como figurante para una compañía cinematográfica a la vez que tomaba lecciones de interpretación, pero hasta 1947 no debutó en la gran pantalla. Fue con I Miserabili, adaptación de la novela de Victor Hugo, dirigida por Riccardo Freda. En 1957, hizo Vida de perros para Mario Monicelli, y asimismo destacó ya con Noches blancas —basado en la novela de Dostoievski—, de Luchino Visconti, con quien luego hizo El extranjero en 1967.

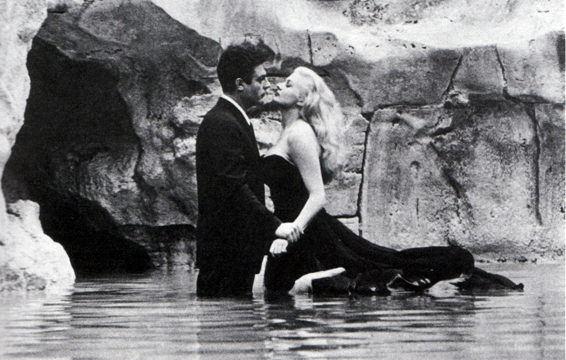
Mastroianni y Anita Ekberg en la Fontana di Trevi, Rome, durante el rodaje de La Dolce Vita (1960)

En muy poco tiempo se convirtió en una estrella gracias a sus interpretaciones en Rufufú, de Monicelli, de 1959, y, enseguida, a su magnífica interpretación en La notte de Michelangelo Antonioni (1961). Pero sobre todo, a que Federico Fellini le escogió para protagonizar La dolce vita (1960) junto a Anita Ekberg, lo que, a pesar de su pequeña presencia en la película, fue un considerable aporte publicitario. La colaboración con Fellini, a la larga tan fructífera, continuó en 8½ (1963), en la que Mastroianni interpretó a un director de cine frustrado y mujeriego, Guido Anselmi, marcado con inequívocos rasgos autobiográficos del propio Fellini. Y siguió tardíamente ya con Ginger y Fred (1986) y Entrevista (1987).
Se destaca que formó una pareja cinematográfica reconocida con Sophia Loren en Una jornada particular de Ettore Scola; ambos entregaron en 1992 un Óscar honorífico a Federico Fellini. Mastroianni protagonizó junto a su hija, Chiara Mastroianni, en Tres vidas y una sola muerte de Raúl Ruiz en 1996. Por esta actuación ganó el Premio Silver Wave en el Festival Internacional de Cine de Lauderdale. 
Fue dirigido por otros directores como Vittorio De Sica, Mario Monicelli, Luigi Comencini, Luchino Visconti, Federico Fellini, Michelangelo Antonioni, Mauro Bolognini, Carlo Lizzani, Jules Dassin, Ettore Scola, Pietro Germi, Louis Malle, Valerio Zurlini, Roman Polanski, Giuseppe Tornatore, Nikita Mijalkov o Manoel de Oliveira, con quien rodó su último trabajo en el cine: Viaje al principio del fin del mundo (1997), se estrenó póstumamente.Rodó asimismo en Francia y algo en lengua inglesa.
Fue nominado tres veces al Premio de la Academia al Mejor Actor: por Divorcio a la italiana, Un Día especial y Ojos negros. Mastroianni, Dean Stockwell y Jack Lemmon son los únicos actores premiados dos veces como mejor actor en el Festival de Cannes; Fue ganador en 1970 por The Pizza Triangle y en 1987 por Ojos negros.

### Vida privada
En 1948, se casó con la actriz italiana Floriana Clarabella, de la que tuvo una hija, Barbara (1951-2018), y a la que nunca abandonó del todo. Pero durante ese tiempo tuvo relaciones con un gran número de mujeres, casi todas ellas famosas: Anouk Aimée, Ursula Andress, Claudia Cardinale, Faye Dunaway y otras. Con Catherine Deneuve tuvo a Chiara Mastroianni, la segunda de sus hijas. Con Anna Maria Tató vivió hasta su fallecimiento, en 1996. En su casa de París se dieron cita varias mujeres de su vida en su hora final: Flora y su hija Bárbara, Catherine y Chiara. En una célebre entrevista él lo resumía así: «Si por mí fuera, nunca rompería con nadie. Cargaría con todas el resto de mi vida».
Murió en París de cáncer de páncreas el 19 de diciembre de 1996, a los 72 años. Sus dos hijas, así como Catherine Deneuve y Anna Maria Tatò, estaban a su lado. La Fontana di Trevi en Roma, asociada con su papel en La dolce vita de Fellini, fue simbólicamente apagada y cubierta de negro como un tributo.
En el Festival de Venecia de 1997, Chiara, Carabella y Deneuve intentaron bloquear la proyección del documental de cuatro horas de Tatò, Mi ricordo, si io mi ricordo. El festival se negó y la película se proyectó. Las tres mujeres supuestamente intentaron hacer lo mismo en Cannes. Tatò dijo que Mastroianni le había otorgado todos los derechos de sus películas.
En esta película Mastroianni volvió a hacer una declaración que dejaba ver bien a las claras cual era su relación con la vida: «Creo en la naturaleza, en los amores, en los afectos, en mi trabajo y en mis amigos. Amo a la gente, amo a la vida. Es quizá por eso que, como contrapartida, la vida me ha amado. Me considero un hombre que ha tenido mucha suerte».

## Filmografía
- 1939 - Marionette, dir. (Carmine Gallone)
- 1941 -  La corona de hierro (Alessandro Blasetti)
- 1942 - Regeneración (Mario Camerini)
- 1944 - I bambini ci guardano (Vittorio De Sica)
- 1948 - I miserabili (Riccardo Freda)
- 1949 - Vent'anni (Giorgio Bianchi)
- 1950 - Cuori sul mare (Giorgio Bianchi)
- 1950 - Domenica d'agosto (Luciano Emmer)
- 1950 - Vita da cani (Vida de perros) (Mario Monicelli y Steno)
- 1950 - Atto d'accusa (Giacomo Gentilomo)
- 1951 - Parigi è sempre Parigi (París, siempre París) (Luciano Emmer)
- 1951 - L'eterna catena (Anton Giulio Majano)
- 1952 - Le ragazze di piazza di Spagna (Tres enamoradas o Las muchachas de la plaza de España) (Luciano Emmer)
- 1952 - Sensualità (Clement Fracassi)
- 1952 - Storia di cinque città (episodio: Passaporto per l'Oriente, Romolo Macellini, [RE: 1949])
- 1952 - La muta di Portici (Giorgio Ansoldi)
- 1952 - Il viale della speranza (Dino Risi)
- 1953 - Gli eroi della domenica (Los héroes del domingo) (Mario Camerini)
- 1953 - Penne nere (Oreste Biancoli)
- 1953 - Febbre di vivere (Claudio Gora)
- 1953 - Lulù (Fernandino Cerchio)
- 1953 - Non è mai troppo tardi (F. W. Ratti)
- 1954 - Tragico ritorno (Pier Luigi Foraldo)
- 1954 - La valigia dei sogni (Luigi Comencini)
- 1954 - Cronache di poveri amanti (Carlo Lizzani)
- 1954 - Tempi nostri (Nuestro tiempo) (episodio: Il pupo, Alessandro Blasetti)
- 1954 - La principessa delle Canarie (Tirma) (P. Moffa, C. Serrano de Osma)
- 1954 - La schiava del peccato (La esclava del pecado) (R. Matarazzo)
- 1954 - Casa Ricordi (C. Gallone)
- 1955 - Giorni d'amore (Días de amor) (G. De Santis)
- 1955 - Peccato che sia una canaglia (La ladrona, su padre y el taxista) (Alessandro Blasetti)
- 1955 - La bella mugnaia (La bella campesina) (Mario Camerini)
- 1955 - Tam tam mayumbe (Cuando suena el tam-tam) (Gian Gaspare Napolitano)
- 1955 - La fortuna di essere donna (La suerte de ser mujer) (Alessandro Blasetti)
- 1956 - Il bigamo (El bígamo) (Luciano Emmer)
- 1957 - Padri e figli (Padres e hijos) (Mario Monicelli)
- 1957 - Le notti bianche (Noches blancas) (Luchino Visconti)
- 1957 - La ragazza della salina/Harte manner heisse liebe (Frantisek Cáp)
- 1957 - Il momento più bello (Luciano Emmer)
- 1957 - Il medico e lo stregone (El médico y el curandero) (Mario Monicelli)
- 1958 - I soliti ignoti (Rufufú) (Mario Monicelli)
- 1958 - Racconti d'estate (Sirenas en sociedad) (G. Franciolini)
- 1959 - Un ettaro di cielo (Una hectárea de cielo) (Aglauco Casadio)
- 1959 - La legge (La ley) (Jules Dassin)
- 1959 - Amore e guai (Angelo Dorigo)
- 1959 - Contro la legge (Fiavio Calzavara, [RE:1950])
- 1959 - Il nemico di mia moglie (El enemigo de mi mujer) (Gianni Puccini)
- 1959 - Tutti innamorati (Papá se ha enamorado) (Giuseppe Orlandini)
- 1959 - Fernando I, re di Napoli (G. Franciolini)
- 1960 - La dolce vita (Federico Fellini)
- 1960 - Adua e le compagne (Adua y sus amigas) (A. Pietrangeli)
- 1960 - Il bell'Antonio (El bello Antonio) (Mauro Bolognini)
- 1961 - La notte (La noche) (Michelangelo Antonioni)
- 1961 - L'assassino (El asesino) (Elio Petri)
- 1961 - Fantasmi a Roma (Fantasmas de Roma) (A. Pietrangeli)
- 1961 - Divorzio all'italiana (Divorcio a la italiana) (Pietro Germi)
- 1962 - Vie privée (Una vida privada) (Louis Malle)
- 1962 - Cronaca familiare (Crónica familiar) (Valerio Zurlini)
- 1963 - Otto e mezzo - 8½ (Ocho y medio) (Federico Fellini)
- 1963 - I compagni (Los camaradas) (Mario Monicelli)
- 1964 - Ieri, oggi, domani (Ayer, hoy y mañana) (Vittorio De Sica)
- 1964 - Matrimonio all'italiana (Matrimonio a la italiana) de Vittorio De Sica
- 1965 - Casanova 70 de Mario Monicelli
- 1965 - La decima vittima (La víctima nº 10) (Elio Petri)
- 1965 - Oggi, domani, dopodomani (episodios: L'uomo dei 5 palloni, L'ora di punta, La moglie bionda) (E. De Filippo, Marco Ferreri, L. Salce)
- 1965 - L'uomo dei cinque palloni (Marco Ferreri)
- 1966 - Io, io, io... e gli altri (Yo, yo, yo... y los demás) (Alessandro Blasetti)
- 1966 - Spara forte, più forte, non capisco (Dispara fuerte, más fuerte, no lo entiendo) (E. De Filippo)
- 1967 - Lo straniero (El extranjero) (Luchino Visconti)
- 1968 - Questi fantasmi (Renato Castellani)
- 1968 - Amanti (Vittorio De Sica)
- 1968 - Diamonds for Breakfast (Christopher Morahan)
- 1970 - Giochi particolari (Franco Indovina)
- 1970 - Dramma della gelosia - tutti i particolari in cronaca (El demonio de los celos) (Ettore Scola)
- 1970 - Los girasoles (I girasoli) (Vittorio De Sica)
- 1970 - Leo the Last (John Boorman)
- 1971 - Fellini Roma (Federico Fellini)
- 1971 - Correva l'anno di grazia 1870 (TV) (Alfredo Giannetti)
- 1971 - Permette? Rocco Papaleo (Ettore Scola)
- 1971 - Scipione detto anche l'africano (Luigi Magni)
- 1971 - La moglie del prete (Dino Risi)
- 1971 - Ça n'arrive qu'aux autres (Nadine Trintignant)
- 1972 - Liza / La cagna (Marco Ferreri)
- 1972 - What? (Roman Polanski)
- 1973 - L'événement le plus important depuis que l'homme a marché sur la lune (Jacques Demy)
- 1973 - Allonsanfan (Paolo y Vittorio Taviani)
- 1973 - Mordi e fuggi (Dino Risi)
- 1973 - La Grande Bouffe (Marco Ferreri)
- 1973 - Muerte en Roma (Rappresaglia, de George P. Cosmatos)
- 1973 - Salut l'artiste (Yves Robert)
- 1974 - Ne touche pas à la femme blanche (Marco Ferreri)
- 1974 - C'eravamo tanto amati / Una mujer y tres hombres / (Nos habíamos querido tanto) cameo (Ettore Scola)
- 1975 - La pupa del gangster (Giorgio Capitani)
- 1975 - Per le antiche scale (Por las antiguas escaleras) (Mauro Bolognini)
- 1975 - La donna della domenica (Salvatore Santamaria)
- 1976 - Todo modo (Elio Petri)
- 1976 - Signore e signori, buonanotte
- 1977 - Una giornata particolare (Ettore Scola)
- 1978 - "Conflicto de sangre" (Lina Wertmüller)
- 1978 - Bye bye monkey (Marco Ferreri)
- 1978 - Cosi come sei (Alberto Lattuada)
- 1980 - Città delle donne (Federico Fellini)
- 1981 - La piel (Liliana Cavani)
- 1982 - La nuit de Varennes (Ettore Scola)
- 1983 - Gabriela, Cravo e Canela (Naib)
- 1983 - Historia de Piera (Marco Ferreri)
- 1985 - Le due vite di Mattia Pascal (Mario Monicelli)
- 1985 - Maccheroni (Ettore Scola)
- 1986 - Ginger e Fred (Federico Fellini)
- 1987 - Ojos negros (Nikita Mijalkov)
- 1987 - O melissokomos (El apicultor) (Theo Angelopoulos)
- 1989 - Splendor (Ettore Scola)
- 1990 - Stanno tutti bene de Giuseppe Tornatore .... como Matteo Scuro
- 1991 - Le voleur d'enfants (Christian de Chalonge)
- 1992 - Used People (Romance otoñal), de Beeban Kidron
- 1993 - Un, deux, trois, soleil, de Bertrand Blier
- 1993 - De eso no se habla (María Luisa Bemberg) .... como Ludovico D'Andrea
- 1994 - Prêt-à-porter (Robert Altman)
- 1995 - Al di là delle nuvole (Michelangelo Antonioni y Wim Wenders)
- 1995 - Sostiene Pereira (Roberto Faenza)
- 1995 - Trois vies & une seule mort (Tres vidas y una sola muerte) (Raúl Ruiz)
- 1995 - Las cien y una noches (Agnès Varda)
- 1997 - Viagem ao Princípio do Mundo (Viaje al principio del mundo) (Manoel de Oliveira)

## Premios y nominaciones
Premios Óscar
| Año  | Categoría   | Trabajo nominado       | Resultado |
| ---- | ----------- | ---------------------- | --------- |
| 1963 | Mejor actor | Divorcio a la italiana | Nominado  |
| 1978 | Mejor actor | Una jornada particular | Nominado  |
| 1988 | Mejor actor | Ojos negros            | Nominado  |

Festival Internacional de Cine de Cannes
| Año  | Categoría   | Película                | Resultado |
| ---- | ----------- | ----------------------- | --------- |
| 1970 | Mejor actor | El demonio de los celos | Ganador   |
| 1987 | Mejor actor | Ojos negros             | Ganador   |

Festival Internacional de Cine de Venecia
| Año  | Categoría                            | Película                | Resultado |
| ---- | ------------------------------------ | ----------------------- | --------- |
| 1989 | Copa Volpi al mejor actor            | ¿Qué hora es?           | Ganador   |
| 1990 | León de Oro Especial                 | -                       | Ganador   |
| 1993 | Copa Volpi al mejor actor de reparto | Un, deux, trois, soleil | Ganador   |

Festival Internacional de Cine de San Sebastián
| Año  | Categoría                      | Película     | Resultado |
| ---- | ------------------------------ | ------------ | --------- |
| 1965 | Concha de Plata al mejor actor | Casanova '70 | Ganador   |

## Distinciones honoríficas
- Gran Oficial de la Orden al Mérito de la República Italiana (1987)[35]
- Caballero Gran Cruz de la Orden al Mérito de la República Italiana (1994)[36]